# Konkurs Tańca Eurowizji 2009
3. Konkurs Tańca Eurowizji pierwotnie planowano zorganizować 26 września 2009 roku w Kompleksie Sportowo-Koncertowym im. Heydəra Əliyeva w Baku przez azerskiego nadawcę publicznego İctimai Televiziya və Radio Yayımları Şirkəti (İTV). Pięć krajów potwierdziło swój udział w momencie przełożenia na czas nieokreślony.
Nadawca İctimai Televiziya və Radio Yayımları Şirkəti planował zwiększyć liczbę uczestniczących krajów, a także zaprosić światowej sławy gwiazdę do poprowadzenia konkursu, wymieniając jako kandydatów m.in. Jennifer Lopez i Madonnę. Zaplanowano również dodatkowy plenerowy koncert, skupiający na jednej scenie byłych uczestników Konkursu Piosenki Eurowizji, Eurowizji dla Dzieci i Konkursu Tańca Eurowizji.

## Kraje, które potwierdziły uczestnictwo
| Kraj        | Plany dotyczące udziału |
| ----------- | --- |
| Azerbejdżan | |
| Białoruś    | Zwycięzcami 3-miesięcznych preselekcji Star Dances zostali Julia Raskina i Denis Morjasin. Producenci nadawcy potwierdzili, że kraj wziąłby udział, gdyby konkurs odbył się po przełożeniu w 2010.    |
| Polska      | |
| Portugalia  | Oczekiwany był wybór wewnętrzny spośród uczestników programu RTP Dança Comigo. |
| Rosja       | Kraj miała reprezentować miała para zawodowa Sergiej Konowalcew i Olga Konowalcewa, wymienieni jako uczestnicy już w maju 2008, potwierdzeni podczas emisji rosyjskiej Tańca z Gwiazdami w 2009 roku. |

## Przełożenie
28 maja 2009 EBU ogłosiła, że konkurs został przełożony co najmniej do jesieni 2010, ponieważ liczba nadawców, którzy zapisali się do udziału, nie osiągnęła wymaganego poziomu. Według wstępnych obliczeń co najmniej pięć krajów, które wzięły udział w Konkursie Tańca Eurowizji 2008, a mianowicie Austria, Finlandia, Litwa, Holandia i Szwecja ogłosiły wycofanie się z konkursu, a tylko Białoruś potwierdziła debiut.
Według koordynatora konkursu z ramienia EBU, Tal Barnea, opracowywano konkretne plany na organizację wydarzenia podczas jesieni 2010, ze znacznymi zmianami w celu wprowadzenia nowej propozycji programu. Plany te miały zostać ujawnione jesienią 2009 roku. EBU pochwaliła również „chwalebną pracę nad kolejnym Konkursem Tańca Eurowizji już ukończoną przez naszych partnerów Ictimai Television i azerbejdżańskich urzędników”, stwierdzając, że planowana jest edycja konkursu w 2010 roku również odbyłaby się w Baku w Azerbejdżanie.
W styczniu 2010 roku kierownik wykonawczy Konkursu Piosenki Eurowizji, Svante Stockselius, ogłosił, że konkurs został ponownie przełożony i obecnie jest mało prawdopodobne, aby w ogóle się odbył, przynajmniej w ciągu najbliższych kilku lat.  Wyjaśnił tę decyzję osłabieniem popularności tanecznych programów telewizyjnych.